# أحمد نجدت سيزر
أحمد نجدت سيزر (بالتركية: Ahmet Necdet Sezer) (13 سبتمبر 1941 -)، سياسي تركي من أصول شركسية، كان رئيس الجمهورية التركية من 16 مايو 2000 إلى 28 أغسطس 2007، وكان قبلها رئيس المحكمة الدستورية التركية (1998 - 2000). تخرج في جامعة أنقرة كلية القانون في عام 1962 وبدأ مسيرته قاضياً في أنقرة ثم حصل على ماجستير في القانون المدني من كلية القانون في جامعة أنقرة في عام 1978.

## حياته
ولد أحمد نجدت في 14 سبتمبر 1941 في أفيون قره حصار. وهو الولد الوحيد من بين أربعة أبناء للمعلم أحمد حمدي سيزر وزوجته ربة المنزل خديجة سيزر. وقد أتم تعليمه الثانوي في ثانوية أفيون في عام 1958، وتخرج من كلية الحقوق جامعة أنقرة في عام 1962. وبدأ عمله قاضياً في نفس السنة في أنقرة. كما قضى خدمته العسكرية برتبة ملازم ثانٍ في المدرسة الحربية.

## رئاسة تركيا
انتخبه البرلمان رئيسًا في مايو 2000، ليصبح أول رئيس دولة في تركيا من خلفية قضائية. أدى اليمين الدستورية في 16 مايو 2000. ورغم أن فترة ولايته تنتهي في 16 مايو 2007، لكنه بقي في منصبه حتى 28 أغسطس 2007 لفشل الجمعية الوطنية الكبرى لتركيا في انتخاب رئيس جديد في الموعد الدستوري (حسب ما ينص عليه دستور تركيا أن تمدد فترة ولاية الرئيس حتى يتم انتخاب من يخلفه). فانتخب بعده عبد الله غل رئيسًا.
في 21 شباط / فبراير 2001، خلال مشاجرة في اجتماع لمجلس الأمن القومي، ألقى بكتاب الشفرة الدستورية على رئيس الوزراء بولنت أجاويد. وفقًا لبعض الدوائر، كان هذا الخلاف هو السبب الرئيسي الواضح لـ «الأربعاء الأسود»، وهو أزمة اقتصادية كبيرة. وزعم آخرون أن الإصلاحات السريعة لمفاوضات انضمام تركيا للاتحاد الأوروبي والعلاقات القوية مع صندوق النقد الدولي تسببت في الأزمة الاقتصادية التركية 2001، والتي أطلق عليها أزمة «الأربعاء الأسود».
كان سيزر مدافعًا قويًا عن العلمانية في تركيا، والتي كانت نقطة خلاف بينه وبين حزب العدالة والتنمية الحاكم في العديد من القضايا. في مناسبات عديدة، صرح صراحة أن النظام العلماني في تركيا كان تحت التهديد. يعتقد أن الإسلام لا يشترط على المرأة لبس الحجاب. وذهب سيزر إلى حد استبعاد زوجات المشرعين في القصر الرئاسي اللائي يرتدين الحجاب من الاستقبالات الرسمية.
خلال فترة رئاسته، أصدر عفواً عن 260 مجرماً مُداناً، 202 منهم من نشطاء اليساريين الأسرى. يمكن طلب هذا النوع من العفو مباشرة من قبل الجاني أو الممثل القانوني للجاني، ولكن لا يلزم الإحالة السياسية أو القضائية. استخدمت بعض المنظمات مثل هذا العفو لانتقاد رئاسة سيزر. من ناحية أخرى، سن سيزر أيضًا قوانين قاسية جديدة لمعاقبة الأشخاص المرتبطين بالإرهاب.